# Рутшуру
Рутшуру — місто, розташоване в провінції Північне Ківу на сході Демократичної Республіки Конго та є центром однойменного адміністративного округу. Розташований між озерами Едуард і Ківу, за 15 км від кордону з Угандою і за 30 км від кордону з Руандою, на висоті 1203 м над рівнем моря.

## Геноцид у Руанді та війни в Конго
Рутшуру має доколоніальне населення конголезьких хуту та тутсі, і після геноциду в Руанді велика кількість біженців із руандійських хуту була розміщена в таборах. Під час Першої та Другої конголезьких війн в цьому районі відбувалися численні бойові дії за участю угандійських, руандійських і конголезьких сил різних угруповань. З моменту офіційного завершення війни у 2002-2003 роках періодично спалахували сутички між ополченцями, пов’язаними з хуту і тутсі. 
Це найбільше місто, яке контролювалося повстанською фракцією Національного конгресу захисту народу. У листопаді 2012 року місто було під контролем повстанського революційного Руху 23 березня. Після поразки повстанців місто було відвойоване конголезькою армією, а президент Джозеф Кабіла відвідав місто в листопаді 2013 року після поїздки з Кісангані. 

## Гірнича промисловість
На північ від міста Рутшуру знаходиться одна з шахт з найбільшими запасами пірохлору, який використовують для одержання ніобію. 
У Рутшуру та його околицях є приблизно 15 місць видобутку золота.

## Особливості та пам'ятки
У 40 км на південний захід від Рутшуру знаходиться вулкан Ньямлагіра, лавові потоки якого при останніх виверженнях підходили до міста на відстань 7 км. На північному заході за 32 км знаходиться вулкан Май-я-Мото і гарячі джерела, які стали популярним туристичним об'єктом.